# 杉本佳一
杉本 佳一（すぎもと けいいち、1975年12月13日 - ）は、日本のサウンドデザイナー、作曲家。山梨県出身。自身のソロユニットFourColor、FilFla名義を中心に、MinamoのメンバーやFonicaとして音楽活動を行っている。

## プロフィール
1999年、自身のプロジェクトFourColorの1stアルバムをリリース。同年、安永哲郎、岩下裕一郎、笹本奈美子と共にエレクトロ・アコースティックユニットMinamoを結成。これらの活動と並行し、ソロプロジェクト Fonica、FilFla、Vegpher、fonicaとして活動している。
2004年、パリ ポンピドゥー・センターにて行われたエキシビション「Ecoute」に楽曲提供。FourColorの作品「Water Mirror」がイギリスの音楽誌『THE WIRE』誌におけるベスト・エレクトロニカ・アルバムに選出される。同年、FourColor名義で楽曲を提供した宮崎淳監督による映画「FRONTIER」がカンヌ国際映画祭・監督週間にて「若い視点賞」を受賞。
2006年、Timo Katz監督による映画作品に楽曲を提供。提供楽曲がフランス・エクス＝アン＝プロヴァンスにて行われた映画祭「Festival Tous Courts」 にてオリジナル映画音楽部門賞を受賞。この受賞をきっかけに、フランス映画音楽作曲者協会（U.C.M.F）の会員となる。
2008年、minamoとスウェーデンのバンド、TAPEとのコラボレーション作品「birds of a feather」がスウェーデンの音楽賞「Manifest」にエクスペリメンタル部門でノミネートされる。
2000年から現在までにフランスやスウェーデンをはじめとするヨーロッパ各国、オーストラリア、アジア、北アメリカ、カナダ、北マケドニアなどでツアーを行っている。
また、映画・映像作品、エキシビジョン、CM、WEBなどへの楽曲提供、リミックス、マスタリングも手がけるなど、活動の場を広げている。自身の音楽活動と並行して、1999年よりインディーズレーベルCUBIC MUSICを主催。

## ディスコグラフィー

### 杉本佳一
- 「PLAY MUSIC」（2014年、WEATHER/play/HEADZ）

### FourColor
- 「Track Spoon」（1999年、lascaux ）
- 「Four Color」（ミニアルバム・2000年、cubic music）
- 「water mirror」（2004年、apestaatje）
- 「AIR CURTAIN」（2004年、12k）
- 「LETTER OF SOUNDS」（2006年、12k）
- 「AIR CURTAIN+」（2008年、WEATHER/HEADZ）
- 「As Pleat」（2011年、12k）
- 「Ballet」（2015年、Duenn/2016年、12k）

### FilFla
- 「frame」（2005年、plop）
- 「frolicfon」（2008年、WEATHER/HEADZ）
- 「Sound Fiction」（2010年、WEATHER/HEADZ）
- 「FlipTap」（2012年、Someone Good）

### Fonica
- 「ripple」（2003年、plop）
- 「ripple」（2005年、tomlab）

### Minamo
- 「wakka」（1999年、cubic music）
- 「wakka box set」（2001年、quakebasket）
- 「.kgs」（2002年、360records）
- 「SHINING」（2005年、12k）
- 「birds of a feather」TAPE & minamo 名義（2007年、ex-po/HEADZ ）
- 「Durée」（2010年、12k ）
- 「A Path Less Travelled」minamo+Lawrence English名義（2010年、ROOM40）
- 「Documental」（2011年、ROOM40）

### Vegpher
- 「Play」（2012年、Flyrec.）
- 「Plus」（2013年、PROGRESSIVE FOrM）

## その他の参加作品

### その他の参加作品
- good music!「good music!」（エレクトロニクス、録音、マスタリング担当）
- sgt. & good music!「sggmt!!」（エレクトロニクス、録音、ミキシング担当）
- installing「installing」（ギター担当）
- installing「saraswati」（ギター担当）
- TU M'「Fragile Touch Of The Coincidence」（マスタリング担当）
- ethan rose「ceiling songs」（マスタリング担当）
- 町田良夫「Infinite Flowers」（トラック1、3、6、ギター参加）
- Moskitoo & Sanae Nishio「Si Sol e.p.」（ミキシング、マスタリング担当）
- trico!「everything goes well 」（編曲、ミキシング担当）

### リミックス作品
- RF「Springs, re:makes and mixes of RF」（2006年）
- mophONE「plug」（2008年）
- MIOU MIOU「E´LECTRONIQUE /MIOUMIXES」（2008年）
- Luis Nanook「Place Remixes」（2010年）

### 映画
- 「MOTION PHOTOGRAFFITI」（ 宮崎淳監督、2000年）楽曲提供
- 「FROZEN DREAM」（宮崎淳監督、2001年）楽曲提供
- 「A LITTLE PLANET」（宮崎淳監督、2002年）楽曲提供
- 「FRONTIER」（宮崎淳監督、2003年）楽曲提供、カンヌ映画祭・監督週間「若い視点賞」受賞作
- 「TIMESCAPE」（宮崎淳監督、2004年）楽曲提供
- 「Whirr」楽曲提供（Timo Katz監督、2006年）、Festival Tous Courts「オリジナル映画音楽部門賞」受賞作
- 「16[jyuro-ku]」（奥原浩志監督、2007年）楽曲提供

### 舞台
- 遊園地再生事業団
  - 『トータル・リビング 1986-2011』音楽制作（2011年、作・演出：宮沢章夫）
  - 『夏の終わりの妹』音楽制作（2013年、作・演出：宮沢章夫）
  - +こまばアゴラ劇場『子どもたちは未来のように笑う』音楽制作（2016年、作・演出：宮沢章夫）
- フェスティバル/トーキョー2013 イェリネク連続上演『光のない。（プロローグ?）』音楽制作（2013年、作：エルフリーデ・イェリネク・演出：宮沢章夫）

### その他
- Fleet Bank(アメリカ)CM楽曲提供（2001年）
- ベライゾン・コミュニケーションズ(アメリカ)CM楽曲提供（2003年）
- 白金酒造CM音楽制作（2006年）
- シャープ『SoftBank 923SH「ワイン篇」』CM音楽制作（2008年）
- au design project『ガッキ ト ケータイ展』音楽制作（2008年）
- ヤマハ
  - 『Yamaha Design Exhibition 2008 "Key for You"』音楽制作（2008年）
  - 『Yamaha Design "Synapses"』音楽制作（2008年）第3回企業ウェブ・グランプリ「デザイン&クリエイティブ部門」グランプリ受賞
  - 『ミラノサローネ展』音楽制作（2009年）
- 日本マクドナルド『マフィン 朝のフルコース篇』CM音楽制作（2009年）
- docomoウェブサイト『プレイ!PRIME』オープニング曲音楽制作（2009年）
- ハーゲンダッツ ジャパン『ミニカップバニラ　ごほうび篇』CM音楽制作（2009年）
- 三菱UFJフィナンシャル・グループサウンドロゴアレンジ（2009年）
- ヤマザキナビスコ『リッツカタヌキ篇』『ホットなオンザリッツ篇』CM音楽制作（2009年〜2010年）
- アニメ『HEROMAN』劇中歌『HOPE』音楽制作（2010年、アニプレックス）
- ソニー『Sony FeliCa：Just tap for an easier life』楽曲制作
- ワールド『UNTITLED 2011年秋冬メイキングムービー』音楽プロデュース＆制作
- ソニー銀行『ソニー銀行はATM0円「仲間が増えた!」』 『ソニー銀行はATM0円 篇』 CM音楽制作